# Olympiska sommarspelen 1912
Olympiska sommarspelen 1912, officiellt Den V olympiadens spel, var de femte moderna olympiska spelen och hölls i Stockholm i Sverige. Huvudarena var Stockholms stadion, som byggdes för ändamålet. Spelen kom att kallas för solskensolympiaden som följd av det osedvanligt soliga och varma vädret. 100-årsminnet av detta evenemang firades med ett jubileumsmarathonlopp med start i Stockholms stadion vid exakt samma tidpunkt, 14 juli 2012 klockan 13:48. Att Stockholm skulle få arrangera OS beslutades i Berlin 1909.

## Allmänt
För åskådarna var det soliga vädret positivt, men solen och värmen fick också negativa följder. På avslutningsdagen avled den portugisiske maratonlöparen Francisco Lázaro av värmeslag, som han drabbats av under loppet.

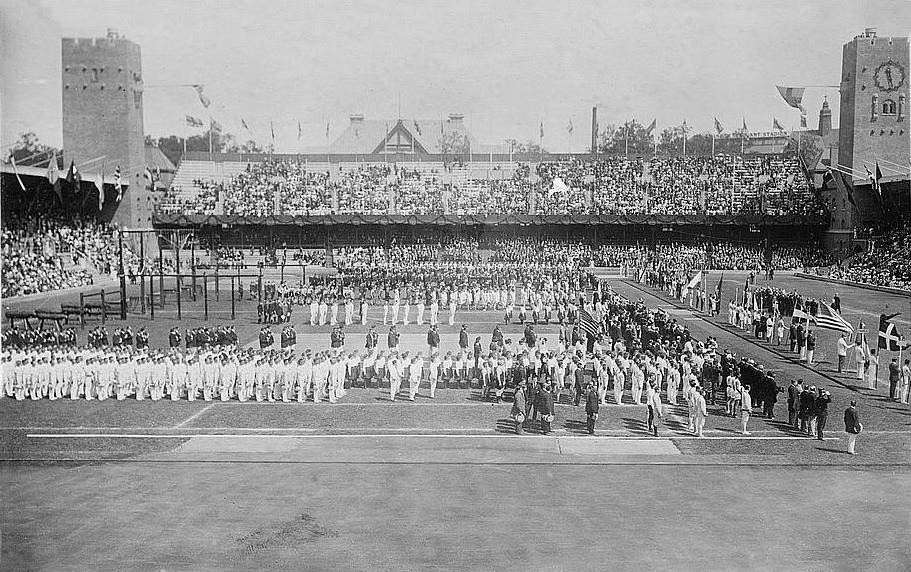
Öppningsceremonin den 6 juli 1912.

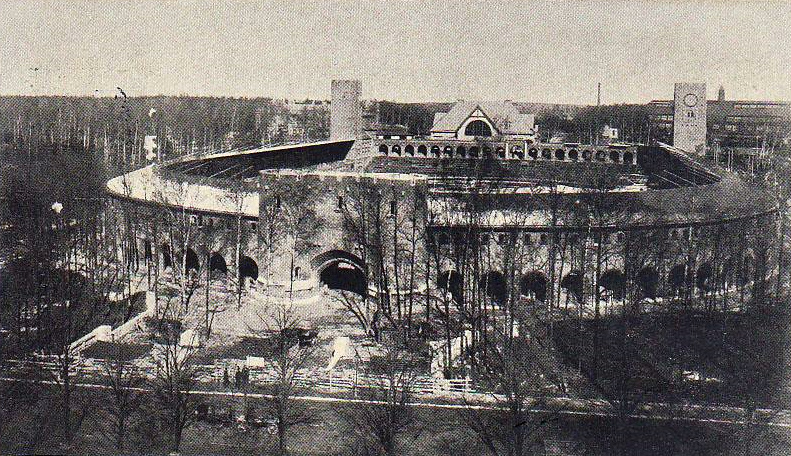
Stockholms olympiastadion på ett officiellt vykort från olympiska sommarspelen 1912.

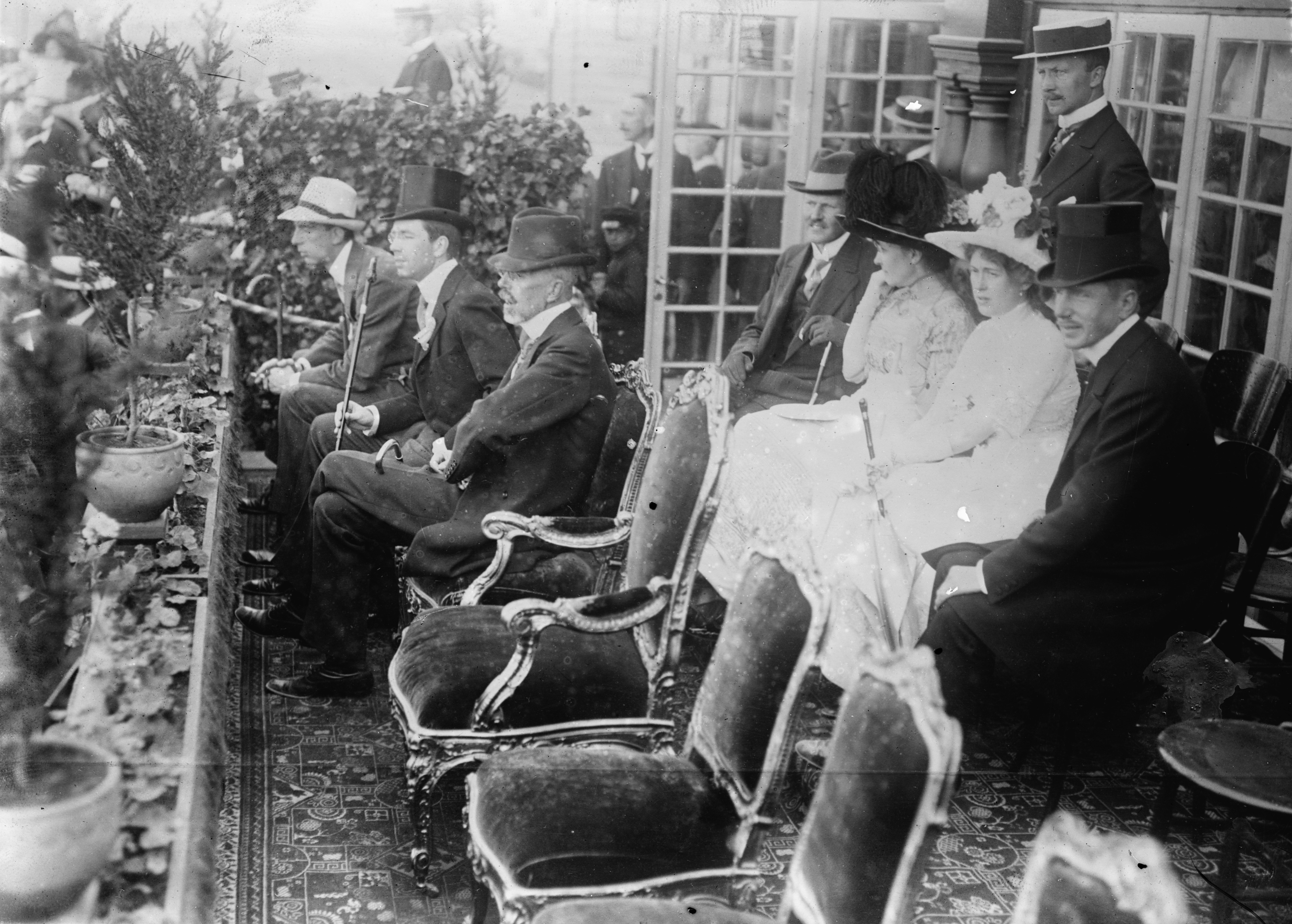
Prins Wilhelm, kronprins Gustaf Adolf och kung Gustaf V på en kunglig läktare.

Tävlingarnas första gren var tennis, som avgjordes 5–12 maj. Detta var hela två månader innan den officiella invigningen på Stockholms stadion 6 juli, i samband med friidrottstävlingarna.
Brottningstävlingarna avgjordes utomhus i Stadion vid den så kallade ståplatskurvan och förutom att det blev mycket tröttsamt ådrog sig flera av brottarna brännsår eftersom matcherna inte hade någon tidsbegränsning utan pågick ”till fall”. Den längsta matchen var semifinalen i mellanvikt A mellan en ryss, Klein, och en finländare, Asikainen. Den pågick i 11 timmar, endast med några minuters uppehåll varje halvtimme för toabesök, förfriskningar med mera. Ryssen dömdes som segrare utan att något fall inträffat, men vid finalen dagen efter var båda brottarna så uttröttade att de avstod från att möta svensken Claes Johansson, som alltså vann guldet på walk over. I mellanvikt B avbröts finalen mellan svenske Ahlgren och finske Böling efter 6 timmar och båda fick andra pris. Brottningsreglerna ändrades efter detta.
Man var allmänt belåten med reglerna under tävlingarna. Arrangörerna hade nämligen samlat in regler i olika sporter från olika länder och sammanställt dem till moderna regler, som också vid kommande internationella kongresser i stor utsträckning antogs av specialförbunden.
Medaljligan vanns enligt dåtidens poängberäkning av Sverige, vars 64 medaljer gav sammanlagt 137 medaljpoäng. Efter dagens medaljligesystem, där antalet guldmedaljer räknas först, vann emellertid USA.
2,23 % av deltagarna var kvinnor. Med moderna mått kan detta tyckas lite, men andelen var högst dittills.
Sverige erbjöds också ett olympiskt vinterspel i samband med tävlingen. Detta tackade man dock nej till, till förmån för de nordiska spelen.
Spelens mest uppmärksammade tävlande var: 
- Jim Thorpe från USA, som tävlade i femkamp och tiokamp och dominerade båda.
- Hawaiianske simmaren Duke Kahanamoku vann 100 m frisim på ett överlägset sätt.
- Finländske löparen Hannes Kolehmainen satte nya olympiska rekord på 5 000 meter (även första världsrekordet), 10 000 m och i terränglöpning.
- Svenske hjortskytten Oscar Swahn blev den hittills äldste OS-guldmedaljören (64 år, 257 dagar) genom lagguldet på löpande hjort.
- Greta Johansson tog guld i simhopp, damernas raka hopp. Därmed blev hon Sveriges första kvinnliga olympiska mästare.
- Shiso Kanaguri, den japanske maratonlöparen som gåtfullt försvann mitt i loppet, för att återkomma till Sverige och fullborda distansen med tiden 54 år, åtta månader, sex dagar, åtta timmar, 32 minuter och 20,3 sekunder.[6]

Året efter spelen uppdagades att Thorpe 1911 hade spelat i ett litet baseballag och fått en minimal ekonomisk ersättning. Han diskvalificerades för professionalism och medaljerna återsändes till Stockholm och en ny fördelning gjordes. Tiokampen fick därigenom en medaljfördelning, som blev
- Hugo Wieslander, guld
- Charles Lomberg, silver
- Gösta Holmér, brons

År 1983 tilldelades Thorpe postumt de båda guldmedaljerna varför det i den historiska statistiken finns två guldmedaljörer.

### Konsttävlingar
Coubertin, en av skaparna av de olympiska spelen, hade förordat att även tävlingar i konst skulle förekomma vid de olympiska spelen. Internationella olympiska kommittén, (IOK) beslutade införa konsttävlingar vid sommarspelen i Stockholm 1912. Men Viktor Balck, ordförande i den svenska organisationskommittén och kronprins Gustaf Adolf, ordförande i Riksidrottsförbundet var tveksamma till att blanda fysiska tävlingar med konstnärliga. Till slut kom man fram till en kompromiss med tävlingar i arkitektur, skulptur, bildkonst, musik, och litteratur med en jury utsedd av IOK.
| Person                           | Medalj | Land      | Konst      | Projekt                  |
| -------------------------------- | ------ | --------- | ---------- | ------------------------ |
| Eugène Monod Alphonse Laverriére | Guld   | Schweiz   | Arkitektur | Plan för modernt stadium |
| Walter Winans                    | Guld   | USA       | Skulptur   | En amerikansk travhäst   |
| Giovanni Pellegrini              | Guld   | Italien   | Bildkonst  | Vintersport              |
| Pierre de Coubertin              | Guld   | Frankrike | Litteratur | Ode till idrotten        |
| Riccardo Barthelemy              | Guld   | Italien   | Musik      | Olympisk triumfmarsh     |

## Jubileumsmaraton
Söndagen den 14 juli 1912 avgjordes maratonloppet, som var höjdpunkten vid de femte olympiska spelen i Stockholm. Stockholms nybyggda Olympiastadion var fullsatt till sista plats med 22 000 åskådare, trots att biljettpriserna var högre än någon annan tävlingsdag. För att fira 100 års minnet av detta evenemang anordnades ett jubileumsmarathonlopp med start i Stockholms Olympiastadion vid exakt samma tidpunkt, 14 juli 2012 klockan 13:48.
År 1912 startade 69 löpare och 35 kom i mål. I 2012 års upplaga fanns 10 510 anmälda löpare från 66 nationer. Loppet hade start och mål vid kungliga läktaren på Stadion. Det innebar att deltagarna sprang knappt 350 meter på löparbanan innan de lämnade arenan genom marathonporten mot Valhallavägen. Banan gick till Sollentuna och tillbaka. 2012 års Jubileumsmarathon följde samma bana så nära som möjligt. Tidstypisk klädsel var ett önskemål.
| Klockan 13.48 den 14 juli 1912 gick starten för det olympiska maratonloppet i Stockholm. Alexis Ahlgren från Trollhättan tog täten inne på Stadion. Till höger: Jubileumsmarathon 2012-07-14, klockan 13.50 lämnade löparna Stadion och svänger in på Valhallavägen. |  | Klockan 13.48 den 14 juli 1912 gick starten för det olympiska maratonloppet i Stockholm. Alexis Ahlgren från Trollhättan tog täten inne på Stadion. Till höger: Jubileumsmarathon 2012-07-14, klockan 13.50 lämnade löparna Stadion och svänger in på Valhallavägen. |
| Klockan 13.48 den 14 juli 1912 gick starten för det olympiska maratonloppet i Stockholm. Alexis Ahlgren från Trollhättan tog täten inne på Stadion. Till höger: Jubileumsmarathon 2012-07-14, klockan 13.50 lämnade löparna Stadion och svänger in på Valhallavägen. |  | |

## Sporter

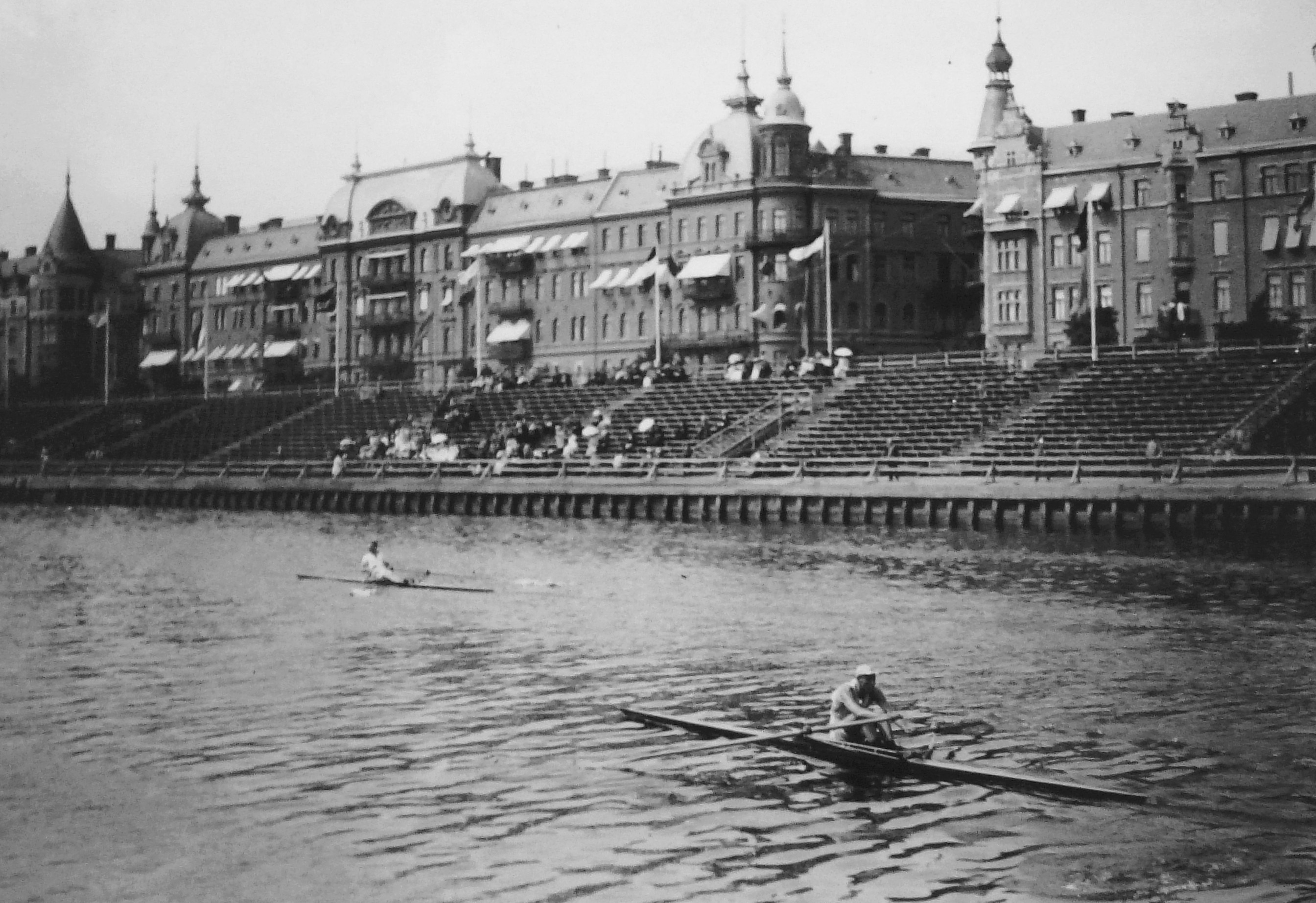
Roddtävling i singelsculler nedanför Strandvägen.

| - Brottning - Cykling - Dragkamp - Fotboll - Friidrott - Fäktning - Gymnastik - Modern femkamp |  | - Ridsport - Rodd - Segling - Simhopp - Simning - Skytte - Tennis - Vattenpolo |

## Medaljfördelning

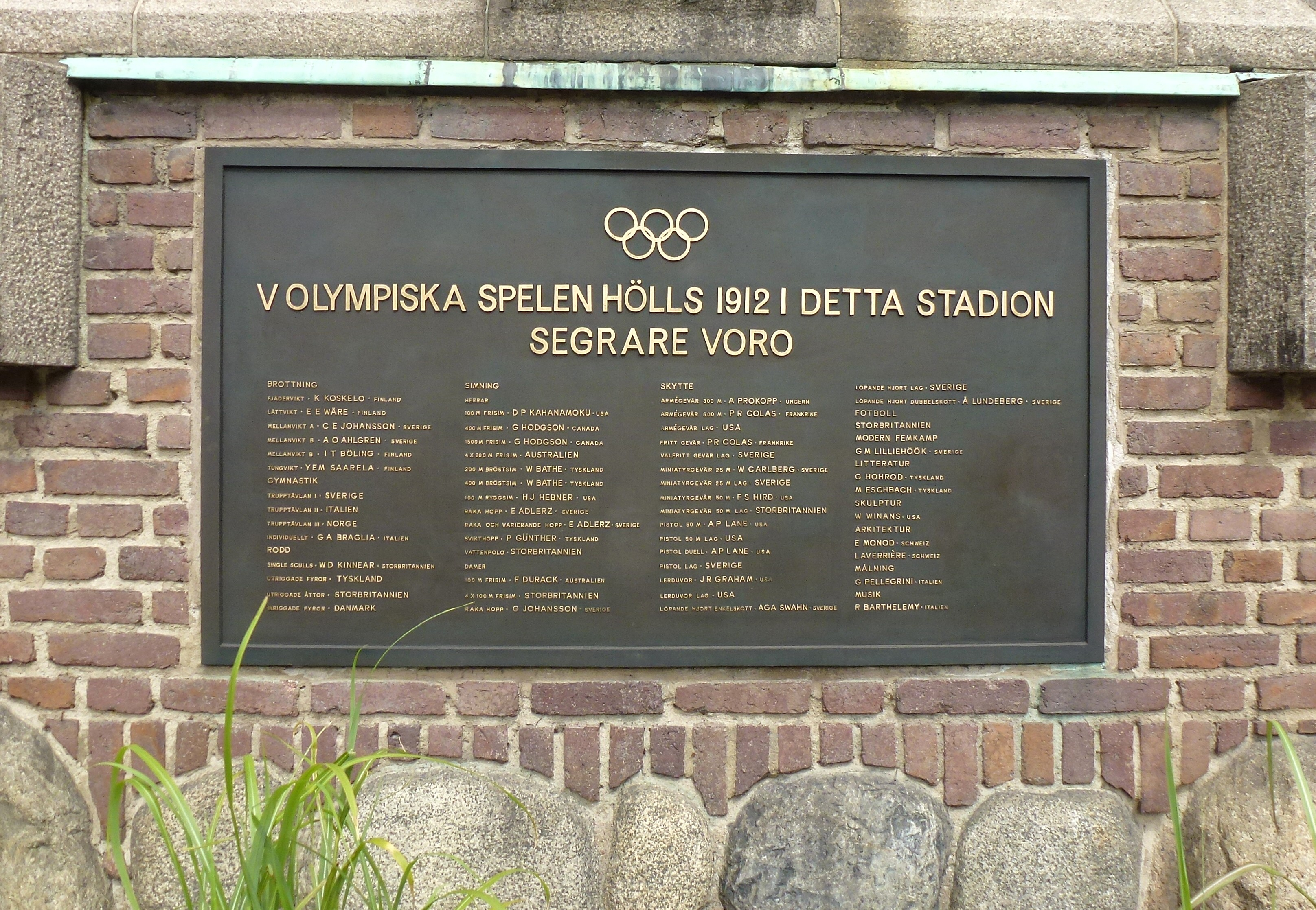
Minnestavla "segrare voro..." utanför huvudporten.

Värdnation (Sverige)
| Plac. | Land           | Guld | Silver | Brons | Totalt antal medaljer |
| ----- | -------------- | ---- | ------ | ----- | --------------------- |
| 1     | USA            | 25   | 19     | 19    | 63                    |
| 2     | Sverige        | 24   | 24     | 17    | 65                    |
| 3     | Storbritannien | 10   | 15     | 16    | 41                    |
| 4     | Finland        | 9    | 8      | 9     | 26                    |
| 5     | Frankrike      | 7    | 4      | 3     | 14                    |
| 6     | Tyskland       | 5    | 13     | 7     | 25                    |
| 7     | Sydafrika      | 4    | 2      | 0     | 6                     |
| 8     | Norge          | 4    | 1      | 4     | 9                     |
| 9     | Kanada         | 3    | 2      | 3     | 8                     |
| 9     | Ungern         | 3    | 2      | 3     | 8                     |

## Deltagande nationer
Totalt deltog 28 länder i spelen. Egypten, Island, Japan, Portugal och Serbien debuterade vid dessa spel. Japan blev därmed det första asiatiska och Egypten blev det första arabiska landet att medverka i de olympiska spelen.
|                                                                         |                                                                        |                                                                                    |                                                                              |
| - Australasien - Belgien - Böhmen - Chile - Danmark - Egypten - Finland | - Frankrike - Grekland - Island - Italien - Japan - Kanada - Luxemburg | - Nederländerna - Norge - Osmanska riket - Portugal - Ryssland - Schweiz - Serbien | - Storbritannien - Sverige - Sydafrika - Tyskland - Ungern - USA - Österrike |

## Dokumentärer
I maj 2012 (med repris i juli 2012) visade SVT dokumentärfilmen Solskensolympiaden som skildrade sommar-OS 1912.